# Кэндимэн (франшиза)
«Кэндимэн» (англ. Candyman) — американская серия сверхъестественных фильмов ужасов, основанных на рассказе «Запретное» от английского писателя Клайва Баркера, который впервые был опубликован в 1985 году в 5 томе сборника «Книги крови». 
В центре сюжета всех фильмов находится Кэндимэн - мстительный дух умершего художника Дэниэла Робитайла, который убивает своих жертв, если они произнесут его имя 5 раз перед зеркалом.
Первый фильм о Кэндимэне, срежиссированный Бернардом Роузом, вышел на киноэкраны в 1992 году. Он имел низкие кассовые сборы, но в настоящее время он считается культовой классикой и образцом своего жанра. Несмотря на слабые сборы, фильм получил 2 обычных продолжения : «Кэндимэн 2: Прощание с плотью» (1995) и «Кэндимен 3: День мертвецов» (1999). В 2021 году вышел 4 фильм, «Кэндимэн», который является прямым продолжением 1 части, но не противоречит событиям сиквелов, являясь интерквелом.

## Фильмы
| Фильм                         | Дата выхода     | Режиссёр     | Сценарист                                 | Продюсер                                   |
| ----------------------------- | --------------- | ------------ | ----------------------------------------- | ------------------------------------------ |
| Кэндимэн                      | 16 октября 1992 | Бернард Роуз | Бернард Роуз                              | Алан Пол, Стив Голин и Сигуржон Сигватссон |
| Кэндимэн 2: Прощание с плотью | 17 марта 1995   | Билл Кондон  | Рэнд Равич и Марк Крюгер                  | Грегг Файнберг и Сигуржон Сигватссон       |
| Кэндимен 3: День мертвецов    | 9 июля 1999     | Тури Мейер   | Тури Мейер и Эл Септиен                   | Эл Септиен и Уильям Стюарт                 |
| Кэндимэн                      | 27 августа 2021 | Ниа ДаКоста  | Ниа ДаКоста, Джордан Пил и Уин Розенфельд | Иэн Купер, Джордан Пил и Уин Розенфельд    |

### «Кэндимэн» (1992)
У жителей отдалённых кварталов Чикаго существует легенда о загадочном маньяке по прозвищу Кэндимэн, обитателе параллельного мира. Ему не нужен нож, чтобы наносить раны: протез руки в виде крюка - идеальное орудие преступления. Пока Кэндимэн находится за гранью реальности. Но если встать перед зеркалом и пять раз подряд произнести его имя, он перейдёт эту зыбкую черту. И тогда никому не удастся спастись. За изучение этой легенды берётся группа молодых учёных, которые не верят в таинственного Кэндимэна. Но в любой момент вместо своего отражения в зеркале они могут увидеть убийцу...
Фильм получил высокие оценки критиков. На сайте-агрегаторе Rotten Tomatoes 1 часть имеет 79% одобрения. Фильм смог втрое окупить свой бюджет (при бюджете в 8 мл. $, фильм смог собрать 25 мл. $). Но итоговые сборы были гораздо меньше, чем предполагали авторы фильма.

### «Кэндимэн 2: Прощание с плотью» (1995)
Новый Орлеан. Произнеси пять раз его имя, и он появится. Железный крюк вместо руки да пчёлы, летающие вокруг него. Когда - то, сразу после окончания гражданской войны в США, чернокожий раб Дэниэл Робитайл пострадал за свою любовь к белой девушке Кэролайн. Отец возлюбленной вместе с другими богатыми землевладельцами отрезали кисть руки раба, обмазали тело мёдом и оставили того умирать в чистом поле под палящим солнцем и роящими над ним злыми пчёлами. Смерть была медленной и мучительной. Именно отсюда пошло его прозвище - Кэндимэн. В наше время девушка Энни, прямой потомок Кэролайн, неосторожно произносит магическое заклинание, и Кэндимэн появляется. Вместе с ним появляются и многочисленные трупы...
Второй фильм вышел 3 года спустя после 1 части, и в отличие от своего предшественника получил гораздо более низкие оценки - 21% одобрения. Кассовые сборы также были гораздо меньше, чем у 1 части, но он всё же смог окупиться (при бюджете в 6 мл. $ 2 часть собрала 13 мл. $).

### «Кэндимен 3: День мертвецов» (1999)
Кэролайн МакКивер преследуют кошмары. Во снах она переносится в ужасное прошлое, где талантливый чернокожий художник совершил расовое преступление - полюбил белую девушку. Разъярённая толпа лишила его руки, вымазала мёдом и отдала его на растерзание диким пчёлам. Через много лет ужасающая история превратилась в легенду о Кэндимэне: если пять раз произнести перед зеркалом «Кэндимэн», то он появится и разорвёт вас стальным крюком, вонзённым в обрубок руки. И вот кровавое прошлое вырывается из леденящих душу снов в реальность. Зловещий Кэндимэн несет свое адское возмездие, карая ни в чём не повинных людей. Кэролайн - единственная, кто может остановить древнее зло. Вскоре она встретится лицом к лицу с кошмаром.
Триквел вышел 4 года спустя после 2 части и получил самые худшие оценки среди всех фильмов серии - лишь 7% одобрения. Также, в отличие от 2-х предыдущих частей, 3 фильм был выпущен сразу на видео, что делает его самым наименее прибыльным фильмом во всей серии.

### «Кэндимэн» (2021)
В поисках идей молодой художник из Чикаго Энтони МакКой решает изучить историю района, куда он недавно переехал вместе со своей подругой. Исследование знакомит его с пожилым местным жителем, который рассказывает парню о печально известном маньяке Кэндимэне, убивающего тех, кто перед зеркалом пять раз произнесёт его имя. Вдохновившись этой историей, Энтони создаёт экспонат для выставки, где после закрытия происходит двойное убийство.
Первоначально "Кэндимэн 4" должен был стать приквелом к 1 части и должен был показать историю любви Дэниэла Робитайла и Хелен и историю становления Кэндимэна, но идея была отвергнута студией. Из-за разгромных оценок 3 части, 4 фильм был отложен на неопределённый срок. В 2018 году началась разработка ремейка 1 фильма, но позже было решено сделать 4 часть интерквелом 2 и 3 частей.
4 фильм смог добиться кассового успеха (при бюджете в 25 мл. $ фильм собрал 77 мл. $). Также 4 фильм получил самую высокую оценку среди всех остальных фильмов серии - 84% одобрения.

## Отменённые Проекты

### «Кэндимэн 4»
Первоначальный 4 фильм был пущен в разработку в 2004 году. По словам Тони Тодда, актёра, играющего Кэндимэна в первых трёх частях серии, действие 4 фильма должно было происходить в Новой Англии в женском колледже, а главным героем должен был стать профессор, являющийся дальним потомком Кэндимэна, но он об этом не подозревает. Но фильм застрял в производственном аду.

### «Кэндимэн против Восставшего из Ада»
Фильм-кроссовер "Фредди против Джейсона" (2003) вдохновил кинокомпанию Miramax на создание кроссовера франшиз Кэндимэна и другой популярной хоррор-серии - "Восставшего из Ада", но Клайв Баркер, автор обеих франшиз, посоветовал отказаться от этой идеи.

### «Кэндимэн против Лепрекона»
Кроме "Восставшего из Ада" кандидатом на битву с Кэндимэном рассматривалась другая популярная хоррор-серия - "Лепрекон". Но Тони Тодд наотрез отказался сниматься в этом кроссовере, считая, что его персонаж более серьёзный и важный, и участвовать в таком проекте - это оскорбление для него.

## Кассовые Сборы
| Фильм                         | Дата выхода      | Сборы                    | Сборы                   | Сборы                    | Бюджет                     |
| Фильм                         | Дата выхода      | Сев. Америка             | Другие страны           | Все страны               | Бюджет                     |
| ----------------------------- | ---------------- | ------------------------ | ----------------------- | ------------------------ | -------------------------- |
| Кэндимэн                      | октябрь 16, 1992 | $25 792 310 мл.          | -                       | -                        | $8-9 мл.                   |
| Кэндимэн 2: Прощание с плотью | март 17, 1995    | $13 940 383 мл.          | -                       | -                        | $6 мл.                     |
| Кэндимен 3: День мертвецов    | июль 9, 1999     | -                        | -                       | -                        | $3 мл.                     |
| Кэндимэн                      | август 27, 2021  | $61 186 570 мл.          | $16 225 000 мл.         | $77 411 570 мл.          | $25 мл.                    |
| Итог                          | Итог             | 100 919 263 долларов США | 16 225 000 долларов США | 117 144 263 долларов США | 42-43 000 000 долларов США |

## Отзывы
| Фильм                         | Rotten Tomatoes    | Metacritic       | CinemaScore |
| ----------------------------- | ------------------ | ---------------- | ----------- |
| Кэндимэн                      | 79% (82 рецензии)  | 61 (15 рецензий) | C+          |
| Кэндимэн 2: Прощание с плотью | 21% (32 рецензии)  | -                | -           |
| Кэндимен 3: День мертвецов    | 7% (14 рецензий)   | -                | -           |
| Кэндимэн                      | 84% (335 рецензий) | 72 (46 рецензий) | B           |

## Съёмочная группа
| Профессия    | Фильмы                                         | Фильмы                               | Фильмы                     | Фильмы                                                  |
| Профессия    | Кэндимэн                                       | Кэндимэн 2: Прощание с плотью        | Кэндимен 3: День мертвецов | Кэндимэн                                                |
| Профессия    | 1992                                           | 1995                                 | 1999                       | 2021                                                    |
| ------------ | ---------------------------------------------- | ------------------------------------ | -------------------------- | ------------------------------------------------------- |
| Режиссёр     | Бернард Роуз                                   | Билл Кондон                          | Тури Мейер                 | Ниа ДаКоста                                             |
| Сценарист    | Бернард Роуз                                   | Рэнд Равич и Марк Крюгер             | Тури Мейер и Эл Септиен    | Ниа ДаКоста, Джордан Пил и Уин Розенфельд               |
| Продюсер     | Алан Пол, Стив Голин и Сигуржон Сигватссон     | Грегг Файнберг и Сигуржон Сигватссон | Эл Септиен и Уильям Стюарт | Иэн Купер, Джордан Пил и Уин Розенфельд                 |
| Композитор   | Филип Гласс                                    | Филип Гласс                          | Адам Горгони               | Lichens                                                 |
| Оператор     | Энтони Ричмонд                                 | Тобиас Э. Шлисслер                   | Майкл Войцеховски          | Джон Галесериан                                         |
| Монтаж       | Дэн Рэй                                        | Вирджиния Кац                        | Фредерик Уорделл           | Крис Армстронг                                          |
| Производство | Propaganda Films PolyGram Filmed Entertainment | Lava Productions                     | Artisan Entertainment      | Bron Creative Metro-Goldwyn-Mayer Monkeypaw Productions |
| Дистрибуция  | TriStar Pictures                               | Gramercy Pictures                    | Artisan Entertainment      | Universal Pictures                                      |

## «Запретное»
В основу всей франшизы и, в частности, 1 фильма, лёг рассказ писателя Клайва Баркера «Запретное» (англ. The Forbidden), впервые опубликованный в 1985 году. 
Сюжет повествует о девушке по имени Элен, собирающей материал для научной работы в университете — девушка решила сделать несколько фотографий в полузаброшенном районе. В одном из домов она обнаруживает странное граффити. Пытаясь выяснить, кто на нём изображён, она узнает об ужасных убийствах, совершённых в этом районе, и о некоем маньяке, которым впоследствии оказывается Кэндимэн.

## Музыка
Саундтреки к фильмам «Кэндимэн (1992)» и 
«Кэндимэн 2: Прощание с плотью» были написаны американским композитором Филипом Глассом. Композиция под названием "Candyman's Suite: Helen's Theme", появившаяся в 1 фильме, стала очень популярной музыкальной темой для Хэллоуина и не раз появлялась в массовой культуре и на телевидении.
Саундтрек к фильму «Кэндимен 3: День мертвецов» был написан композитором Адамом Горгони.
Саундтрек к фильму «Кэндимэн (2021)» был написан чикагским музыкантом Lichens. Также саундтрек 4 фильма был внесён в шорт-лист премии "Оскар" 2022 в категорию "Лучшая Оригинальная Музыка для Фильма", но по неизвестным причинам в окончательный официальный список для голосования не попал.